# Temple de Tutmosis IV
El temple de Tutmosis IV és un temple de la zona de necròpolis a l'oest de Luxor, just al sud del Ramesseum.
Està format per dos pilars que obren a un pòrtic amb pilars i columnes. Després segueix el santuari